# Hugh Lupus Grosvenor
Hugh Lupus Grosvenor, 1.er duque de Westminster, nacido el 13 de octubre de 1825, fue Vizconde Belgrave de 1831 a 1845, Conde Grosvenor de 1845 a 1869 y Marqués de Westminster de 1869 a 1874. En 1874 fue creado Duque de Westminster. Su familia ha sido una de las mayores terratenientes del Reino Unido, siendo su bisnieto, Gerald Grosvenor, sexto duque de Westminster, el británico por nacimiento más rico de ese país.

## Vida personal
Hugh Lupus Grosvenor era el segundo hijo y sobreviviente de Richard Grosvenor, 2.º marqués de Westminster y Lady Elizabeth Leveson-Gower, hija de George Leveson-Gower, segundo marqués de Stafford y más tarde el 1r duque de Sutherland. Fue educado en el Eton College y, hasta 1847, en Balliol College, Oxford. Salió de Oxford sin tener un grado para convertirse en miembro del parlamento (PM) por Chester. Este puesto lo había obtenido por su tío, Robert Grosvenor (más tarde primer Baron Ebury). En 1851 realiza una gira por la India y Ceilán.

## Matrimonio y descendencia
Se casó el 28 de abril de 1852, con su prima hermana, Lady Constance Sutherland-Leveson-Gower,  cuarta hija del segundo duque de Sutherland, en el momento de la boda, ella tenía 17 años. La boda se celebró en la Capilla Real del Palacio de St. James, Londres, contó con la asistencia de la Reina Victoria y su esposo Alberto. Tuvieron 8 hijos, 5 varones y 3 mujeres.
- Lord Víctor Alejandro Grosvenor, Conde Grosvenor (28 de abril de 1853 - 22 de enero de 1884), se casó con Lady Lumley Sibell María, la hija de Richard George Lumley, noveno  conde de Scarbrough y Frederica María Adeliza Drummond. Padre de Hugh Grosvenor, 2.º duque de Westminster.
- Lady Isabel Harriet Grosvenor (11 de octubre de 1856 - 25 de marzo de 1928), se casó con James Butler, 3.º marqués de Ormonde.
- Lady Beatriz Constanza Grosvenor (14 de noviembre de 1858 - 12 de enero de 1911), se casó con el sobrino de su madrastra Charles Cavendish, 3.º barón Chesham.
- Lord Arturo Hugo Grosvenor (31 de mayo de 1860 - 29 de abril de 1929), se casó con Helen, la hija de Sir Robert Sheffield.
- Lord Enrique Jorge Grosvenor (23 de junio de 1861 - 27 de diciembre de 1914), se casó dos veces, primero con Dora Mina, la hija de James Erskine-Wemyss, y fue el padre de Guillermo Grosvenor, 3.er duque de Westminster, y segundo con, Rosamund Angharad, hija de Edward Lloyd.
- Lord Roberto Eduardo Grosvenor (19 de marzo de 1869 - 16 de junio de 1888), murió soltero.
- Lady Margaret Evelyn Grosvenor (9 de abril de 1873 - 27 de marzo de 1929), se casó con Adolfo Cambridge, 1r marqués de Cambridge.
- Lord Gerardo Ricardo Grosvenor (14 de julio de 1874 - 10 de octubre de 1940), murió soltero.

En 1880, Constanza murió a causa de la enfermedad de nefritis. Dos años más tarde, en junio de 1882, se casó con Katherine Caroline, tercera hija de Guillermo Cavendish, segundo barón Chesham y Henrietta Frances Richardson. Tuvieron cuatro hijos, dos varones y dos mujeres.
- Lady María Grosvenor (12 de mayo de 1883 - 14 de enero de 1959), se casó primero con Henry Crichton, vizconde Crichton (1872 - 1914), y fue la madre de John Crichton, quinto conde Erne, y en segundas nupcias, con el coronel Francis Stanley (1874 - 1962).
- Lord Hugo Guillermo Grosvenor (6 de abril de 1884 - 30 de octubre de 1914), quien se casó con Lady Mabel Florencia, la hija de John Crichton, cuarto conde Erne,y padre de Gerardo Grosvenor, 4.º duque de Westminster y Robert Grosvenor, 5.º duque de Westminster. Lo mataron en la Primera Guerra Mundial.
- Lady Helen Frances Grosvenor (5 de febrero de 1888 - 21 de octubre de 1970), se casó con el General de Brigada Lord Henry Seymour (1878 - 1939), madre de Hugh Seymour, octavo marqués de Hertford.
- Lord Eduardo Arturo Grosvenor (27 de octubre de 1892 - 26 de agosto de 1929), se casó con Lady Dorothy Margaret, la hija de Valentine Browne, 5.º conde de Kenmare.

## Muerte

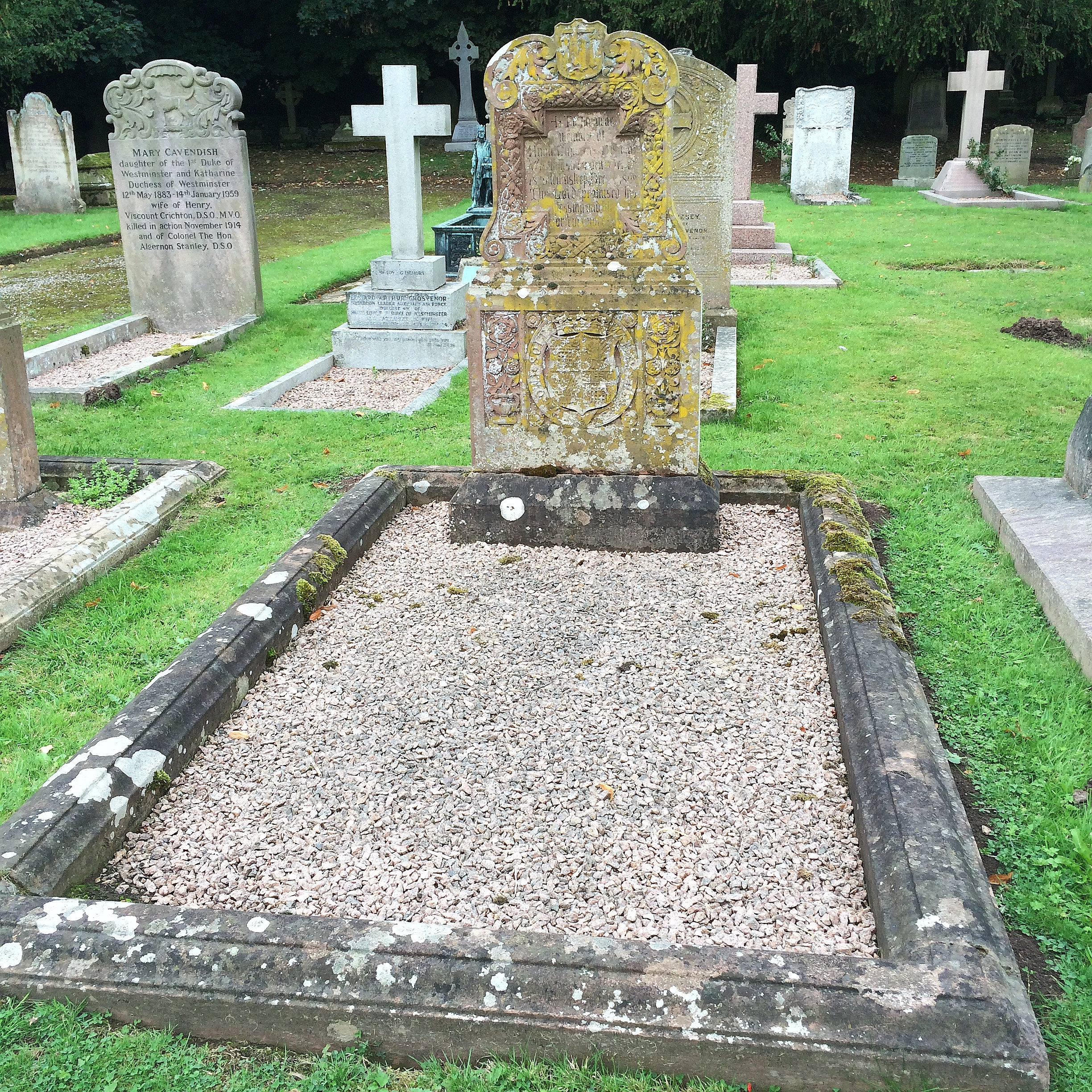
Tumba de Hugh Grosvenor, duque de Westminster

El duque había heredado Eaton Hall, Cheshire, y propiedades en Mayfair y Belgravia, dos de los barrios más exclusivos de Londres. El duque murió el 22 de noviembre de 1899 por bronquitis. A su muerte su fortuna se estimó en £ 594,229 (£ 49.590.000 a partir del 2013), por lo que fue "conocido por ser el hombre más rico de Gran Bretaña".